# Фінал кубка Англії з футболу 1901
Фінал кубка Англії з футболу 1901 — 30-й фінал найстарішого футбольного кубка у світі. Учасниками фіналу були «Шеффілд Юнайтед» і «Тоттенгем Готспур». Володарем кубкового трофею став «Тоттенгем Готспур».
Фінальна гра, яка була проведена 20 квітня 1901 року, завершилася з нічийним рахунком 2:2.
Відповідно до регламенту змагання 27 квітня 1901 року було проведене перегравання, в якому сильнішою виявилася команда із Лондона, яка здобула перемогу 3:1.

## Шлях до фіналу
| «Шеффілд Юнайтед»         | «Шеффілд Юнайтед» | «Шеффілд Юнайтед»                                                 | Раунд        | «Тоттенгем Готспур»    | «Тоттенгем Готспур» | «Тоттенгем Готспур»                     |
| ------------------------- | ----------------- | ----------------------------------------------------------------- | ------------ | ---------------------- | ------------------- | --------------------------------------- |
| Суперник                  | Результат         | Матчі                                                             |              | Суперник               | Результат           | Матчі                                   |
| «Сандерленд»              | 2—1               | 2—1 на виїзді                                                     | Перший раунд | «Престон Норт-Енд»     | 5—3                 | 1—1 вдома, 4—2 на виїзді (перегравання) |
| «Евертон»                 | 2—0               | 2—0 вдома                                                         | Другий раунд | «Бері»                 | 2—1                 | 2—1 вдома                               |
| «Вулвергемптон Вондерерз» | 4—0               | 4—0 на виїзді                                                     | Третій раунд | «Редінг»               | 4—1                 | 1—1 на виїзді, 3—0 вдома (перегравання) |
| «Астон Вілла»             | 5—2               | 2—2 на нейтральному полі, 3—0 на нейтральному полі (перегравання) | 1/2 фіналу   | «Вест-Бромвіч Альбіон» | 3—0                 | 3—0 на нейтральному полі                |

## Матч
| 20 квітня 1901 |

| Шеффілд Юнайтед       | 2:2      | Тоттенгем Готспур |
| --------------------- | -------- | ----------------- |
| Пріст 10' Беннетт 52' | Протокол | Браун 23', 51'    |

| Крістал Пелес, Лондон Глядачів: 114 815 Арбітр: Артур Кінгскотт |

|  |  |

|                  |  |                  |  |
|                  |  |                  |  |
| В                |  | Вільям Фулк      |  |
| З                |  | Пітер Бойл       |  |
| З                |  | Гаррі Тікітт     |  |
| ПЗ               |  | Ернест Нідем (к) |  |
| ПЗ               |  | Томмі Моррен     |  |
| ПЗ               |  | Гаррі Джонсон    |  |
| Н                |  | Берт Ліпшем      |  |
| Н                |  | Фред Пріст       |  |
| Н                |  | Джордж Гедлі     |  |
| Н                |  | Оукі Філд        |  |
| Н                |  | Волтер Беннетт   |  |
| Головний тренер: |  |                  |  |
| Джон Ніколсон    |  |                  |  |

|                  |  |                |  |
|                  |  |                |  |
| В                |  | Джордж Кловлі  |  |
| З                |  | Санді Тайт     |  |
| З                |  | Гаррі Еренц    |  |
| ПЗ               |  | Джек Джонс (к) |  |
| ПЗ               |  | Тед Г'юз       |  |
| ПЗ               |  | Том Морріс     |  |
| Н                |  | Джек Керуан    |  |
| Н                |  | Девід Коупленд |  |
| Н                |  | Сенді Браун    |  |
| Н                |  | Джон Камерон   |  |
| Н                |  | Том Сміт       |  |
| Головний тренер: |  |                |  |
| Джон Камерон     |  |                |  |

## Перегравання
| 27 квітня 1901 |

| Шеффілд Юнайтед | 1:3      | Тоттенгем Готспур              |
| --------------- | -------- | ------------------------------ |
| Пріст 40'       | Протокол | Камерон 52' Сміт 76' Браун 87' |

| Бернден Парк, Болтон Глядачів: 20 470 Арбітр: Артур Кінгскотт |

|  |  |

|                  |  |                  |  |
|                  |  |                  |  |
| В                |  | Вільям Фулк      |  |
| З                |  | Пітер Бойл       |  |
| З                |  | Гаррі Тікітт     |  |
| ПЗ               |  | Ернест Нідем (к) |  |
| ПЗ               |  | Томмі Моррен     |  |
| ПЗ               |  | Гаррі Джонсон    |  |
| Н                |  | Берт Ліпшем      |  |
| Н                |  | Фред Пріст       |  |
| Н                |  | Джордж Гедлі     |  |
| Н                |  | Оукі Філд        |  |
| Н                |  | Волтер Беннетт   |  |
| Головний тренер: |  |                  |  |
| Джон Ніколсон    |  |                  |  |

|                  |  |                |  |
|                  |  |                |  |
| В                |  | Джордж Кловлі  |  |
| З                |  | Санді Тайт     |  |
| З                |  | Гаррі Еренц    |  |
| ПЗ               |  | Джек Джонс (к) |  |
| ПЗ               |  | Тед Г'юз       |  |
| ПЗ               |  | Том Морріс     |  |
| Н                |  | Джек Керуан    |  |
| Н                |  | Девід Коупленд |  |
| Н                |  | Сенді Браун    |  |
| Н                |  | Джон Камерон   |  |
| Н                |  | Том Сміт       |  |
| Головний тренер: |  |                |  |
| Джон Камерон     |  |                |  |